# 顔のたるみ
顔のたるみ（かおのたるみ）とは、一般に重力により形態が下垂した状態と定義されている。
顔の頬の上部・下部、眼窩の下部がたるみやすい。顔のたるみの原因には、皮膚粘弾性の低下、皮下脂肪の増加、顔の筋肉の機能の低下が挙げられる。
侵襲的なフェイスリフト手術の効果は高いが、受け入れられにくくそれ以外の方法も主流となっている。HIFU（超音波）やRF（高周波）照射も使われる。
治療法も、ある程度被っているため、身体のたるみについても触れる。

## 評価法

### 視感判定
程度の判定は一般にこの方法により行われることが多い。視感判定とは経験を積んだ評価者が、被判定者の写真または被判定者本人を観察し、評価を行う方法である。より科学性を高めるには、複数の評価者により、またたるみ判定の明確な基準を設定して評価者間の判定根拠の差異を低減して行う。評価基準が明確であれば、評価者への経験値の要求度は低くなる。たるみ形態の進行の実態に則した明確な評価が可能である。

### 機器による評価
評価形態を3次元計測装置にて撮影し、その計測データを解析し、各種パラメーターを用いて評価する手法が開発されてきている。数値データとしてたるみ程度を評価可能だが、設定したパラメーターがたるみの実態に則したものか、十分な検証が必要。また皮下脂肪量や骨格等、個人差の影響の低減が必要。
これ以外にも皮膚の物性を測定したるみ程度の指標とする手法を始め、さまざまな計測法が報告され始めているが、たるみの実態を反映しているか十分な検証が必要とされる。

## 顕著な部位
顔のたるみが顕著な部位としては、頬の上部・下部、眼窩の下部が挙げられる。また瞼。

## 形成機序
顔のたるみ形成に関しては、さまざまな記述が見られるが、科学的な検討に基づくものは非常に少ない。
各種計測機器を用い、たるみ形成要因を検討した論文によると、たるみは、皮膚粘弾性の低下、皮下脂肪の増加、顔の筋肉の機能の低下により形成されると考えられる。また光老化は、皮膚の弾力性の低下につながる。

## 治療
治療には、フェイスリフト手術のような侵襲的な方法と、非手術的な非侵襲的な方法があるが、手術のような方法では社会参加できるまでのダウンタイムが生じる。たるみの程度が大きい場合にはフェイスリフト手術の効果が高いが、受け入れられにくいという点があり、それ以外の方法も主流となっている。外科手術よりもより低侵襲な治療が好まれるようになっている。
機器ではRF照射や、HIFUも使われる（身体のたるみにこれら機器の詳細あり）。RFについては家庭用機器もあり即時的なたるみの改善効果が報告され、69人での週5回使用し3か月後には、フィッツパトリックのしわ評価尺度で約1.5点から2.5点減少した。
またマイクロニードリングでは、平均2.84点のたるみの程度を表すスコアは90日目に約2点、150日目に1.75点となり統計的に有意な結果を示した。3か月目よりも半年以上の方が効果が大きいというような継続的な皮膚の改善が起こり、パルミチン酸レチノールなどを併用することで傷なしフェイスリストでは改善しきれないシワも改善することができる。
3%濃度のDMAE含有ジェルは、4か月使用して額や目の周囲のシワの緩和において有効だというランダム化比較試験があり使用中止後2週間時点でも効果は持続しており、深いシワ、首のたるみには改善の傾向のみが見られ、偽薬とで副作用には違いはなく安全であった。

## 身体のたるみ
加齢によるコラーゲンなどの減少・変質で皮膚の弾力が失われることに加え、筋肉の減少によりたるみが起こる。とくに目元・顎・頬・二の腕・太もも・尻といった部分が目立つ。ただ、これには肥満・運動不足・生活習慣なども大きく影響している。若い女性でも、急激なダイエットが原因で皮膚がたるむことがある。

### 治療
外用剤では、スリミング剤、ボディファーミングといった分類で各社から販売されている。美容HIFU（ハイフ）について、白内障やまひなどの事故が相次いだため、2024年に厚生労働省は医師以外の施術は医師法違反にあたるとする通知を出した。
米国でFDAが承認している機器による治療方法（2019年）。
- HIFUMやクリオリポリシス 脂肪減少 ++
クリオリポリシスは脂肪細胞のアポトーシス（自滅）を誘導し効果は長期的に続く。一般に安全だがまれに脂肪吸引が必要になる。施術は1-3回、2-3か月。
HIFEMは電磁気を使い、米国で2018年に承認。脂肪細胞内の脂肪分解を起こす。筋肉も成長する。効果の持続性は不明。
- レーザー 脂肪減少 ++か+ 6-8週の間に施術は2回から12回。2010年に米国で承認された635nmの低出力レ－ザーは脂肪細胞のアポトーシスを誘導せず効果の持続性に疑問があり、2017年に承認された1060nmダイオードレーザーは若干熱を持ち細胞膜を破壊しアポトーシスを誘導する。火傷、瘢痕のリスクはある。
- HIFU（超音波）やRF（高周波）照射 脂肪減少 + 肌の引き締め ++ 切除手術ほどの劇的な効果はないが安全性は有利でダウンタイムも短い
HIFUは脂肪細胞の壊死を誘導しコラーゲンの形成を刺激し、FDAの承認機器ではウルセラ (Ultherapy) が人気。火傷のリスクがある[15]。3-4週間間隔で複数回で効果が出ることが一般的。
RFも同じで、米国ではThermageが2002年に承認され、顔にも使用される（日本ではサーマクール[16]）。コラーゲン繊維を収縮させる。冷却処置が火傷を防止するのに必要。複数回で効果が表れることが多い。
- 脂肪吸引 脂肪減少 ++++ 肌の引き締め+

カルシウムハイドロキシアパタイトの注入剤は、手のふくらみの減少を是正するという効能でFDAの承認があるが、肌を引き締めるためにも用いられ結果は3-4か月後に最大化される。